# Светско првенство у атлетици на отвореном 2009 — 5.000 метара за жене
Такмичење у дисциплини трчања на 5.000 метара за жене на Светском првенству у атлетици 2009. у Берлину одржано је 19. и 22. августа на Олимпијском стадиону.

## Земље учеснице
У такмичењу је учествовало 23 такмичарке из 14 земаља.
1. Бурунди (1)
2. Етиопија (4)
3. Италија (1)
4. Јапан (2)
5. Кенија (3)
6. Мађарска (1)
7. Малави (1)
8. Перу (1)
9. Португалија (1)
10. Русија (2)
11. САД (2)
12. Танзанија (1)
13. Турска (2)
14. Шпанија (1)

## Рекорди
19. августа 2009.
| Светски рекорд             | Тирунеш Дибаба, Етиопија          | 14:11,15 | Осло, Норвешка               | 6. јуни 2008     |
| Рекорд светских првенстава | Тирунеш Дибаба, Етиопија          | 14:38,59 | Хелсинки, Финска             | 13. август 2005  |
| Најбољи резултат сезоне    | Тирунеш Дибаба, Етиопија          | 14:33,65 | Лондон, Уједињено Краљевство | 25. јули 2009    |
| Афрички рекорд             | Тирунеш Дибаба, Етиопија          | 14:11,15 | Осло, Норвешка               | 6. јуни 2008     |
| Азијски рекорд             | Ђијанг Бо, Кина                   | 14:28,09 | Шангај, Кина                 | 23. октобар 1997 |
| Северноамерички рекорд     | Шалејн Фланаган, Сједињене Државе | 14:44,80 | Волнат, САД                  | 13. април 2007   |
| Јужноамерички рекорд       | Кармен Оливеита, Бразил           | 15:22,01 | Hechtel-Eksel, Белгија       | 31. јул 1993     |
| Европски рекорд            | Лилија Шобухова, Русија           | 14:23,75 | Казањ, Русија                | 19. јул 2008     |
| Океанијски рекорд          | Кимберли Смит, Аустралија         | 14:45,93 | Рим, Италија                 | 11. јул 2008     |

### Најбољи резултати у 2009. години
Десет најбољих атлетичарки године у трчању на 5.000 метара пре првенства (15. августа 2009), имале су следећи пласман. У првих 10 налази се по 5 представница Етиопије и Кеније, од који 7 учествују на СП.
| 1  | Тирунеш Дибаба, Етиопија         | 14:33,65 | 25. јул |
| 2  | Меселеш Мелкаму Етиопија         | 14:34,17 | 17. јул |
| 3  | Линет Масаји, Кенија             | 14:34,36 | 17. јул |
| 4  | Месерет Дефар, Етиопија          | 14:36,8  | 3. јул  |
| 5  | Вивијан Черијот, Кенија          | 14:37,01 | 3. јул  |
| 6  | Силвија Кибет, Кенија            | 14:37,77 | 3. јул  |
| 7  | Вуде Ајалев, Етиопија            | 14:38,44 | 3. јул  |
| 8  | Сентајеху Еђигу, Етиопија        | 14:40,00 | 25. јул |
| 9  | Флоренс Киплагат, Кенија         | 14:40,14 | 3. јул  |
| 10 | Iness Chepkesis Chenonge, Кенија | 14:41,62 | 3. јул  |

Такмичарке чија су имена подебљана учествовале су на СП.

## Освајачи медаља
|                        |                      |                        |
| Вивијан Черијот Кенија | Силвија Кибет Кенија | Месерет Дефар Етиопија |

## Квалификационе норме
| А норма  | Б норма  |
| -------- | -------- |
| 15:10,00 | 15:25,00 |

## Сатница
| Датум           | Време | Коло          |
| --------------- | ----- | ------------- |
| 19. август 2009 | 10:45 | Квалификације |
| 22. август 2009 | 19:35 | Финале        |

## Резултати

### Квалификације
У квалификацијама 19. августа такмичило се у две групе 1. са 11 и 2. са 12 такмичарки. У финале се пласирало по 5 првопласираних из обе групе (КВ) и 5 према постигнутом резултату (кв).,
| Пласман | Група | Атлетичар                | Држава    | Резултат | Белешка |
| ------- | ----- | ------------------------ | --------- | -------- | ------- |
| 01      | 2     | Месерет Дефар            | Етиопија  | 15:16,46 | КВ      |
| 02      | 2     | Вивијан Черијот          | Кенија    | 15:16,59 | КВ      |
| 03      | 1     | Сентајеху Еђигу          | Етиопија  | 15:17,64 | КВ      |
| 04      | 1     | Силвија Кибет            | Кенија    | 15:17,77 | КВ      |
| 0 5     | 1     | Меселеш Мелкаму          | Етиопија  | 15:18,39 | КВ      |
| 0 6     | 2     | Iness Chepkesis Chenonge | Кенија    | 15:18,40 | КВ      |
| 07      | 2     | Гензебе Дибаба           | Етиопија  | 15:19,66 | КВ      |
| 08      | 2     | Alemitu Bekele Degfa     | Турска    | 15:19,88 | КВ, ЛРС |
| 09      | 1     | Кристина Пап             | Мађарска  | 15:19,90 | КВ, ЛРС |
| 10      | 1     | Сара Мореира             | Португал  | 15:19,93 | КВ      |
| 11      | 2     | Jennifer Rhines          | САД       | 15:20,20 | кв      |
| 12      | 2     | Силвија Вајсштајнер      | Италија   | 15:20,88 | кв      |
| 13      | 1     | Јурика Накамура          | Јапан     | 15:21,01 | кв, ЛР  |
| 14      | 2     | Јурико Кобајаши          | Јапан     | 15:23,96 | кв, ЛРС |
| 15      | 2     | Zakia Mrisho Mohamed     | Танзанија | 15:25,09 | кв, ЛРС |
| 16      | 1     | Џули Кули                | САД       | 15:32,33 |         |
| 17      | 1     | Наталија Попкова         | Русија    | 15:32,62 |         |
| 18      | 2     | Јелисавета Гречишникова  | Русија    | 15:53,41 |         |
| 19      | 2     | Ђудит Пла                | Шпанија   | 15:54,32 |         |
| 20      | 1     | Inés Melchor             | Перу      | 16:00,83 |         |
| 21      | 2     | Полин Нијонжер           | Бурунди   | 16:33,77 | ЛР      |
| 22      | 1     | Marriam Thole            | Малави    | 17:12,21 |         |
| —       | 1     | Елван Абејлегесе         | Турска    | НС       |         |

### Финале
| Пласман | Атлетичар                | Држава    | Резултат | Белешка |
| ------- | ------------------------ | --------- | -------- | ------- |
|         | Вивијан Черијот          | Кенија    | 14:57,97 |         |
|         | Силвија Кибет            | Кенија    | 14:58,33 |         |
|         | Месерет Дефар            | Етиопија  | 14:58,41 |         |
| 04      | Сентајеху Еђигу          | Етиопија  | 15:03,38 |         |
| 05      | Меселеш Мелкаму          | Етиопија  | 15:03,72 |         |
| 06      | Iness Chepkesis Chenonge | Кенија    | 15:06,06 |         |
| 07      | Силвија Вајсштајнер      | Италија   | 15:09.74 | ЛРС     |
| 08      | Гензебе Дибаба           | Етиопија  | 15:11,12 |         |
| 0 9     | Jennifer Rhines          | САД       | 15:11.63 |         |
| 10      | Сара Мореира             | Португал  | 15:12,22 |         |
| 11      | Јурико Кобајаши          | Јапан     | 15:12,44 | ЛРС     |
| 12      | Јурика Накамура          | Јапан     | 15:13,01 | ЛР      |
| 13      | Alemitu Bekele Degfa     | Турска    | 15:18,18 | ЛРС     |
| 14      | Кристина Пап             | Мађарска  | 15:20,36 |         |
| 15      | Zakia Mrisho Mohamed     | Танзанија | 15:31,73 |         |

### Пролазна времена
| Дистанца | Такмичарка      | Држава   | Време    |
| -------- | --------------- | -------- | -------- |
| 1000 м   | Јурика Накамура | Јапан    | 3:06,02  |
| 2000 м   | Сентајеху Еђигу | Етиопија | 6:11,04  |
| 3000 м   | Вивијан Черијот | Кенија   | 9:15,05  |
| 4000 м   | Вивијан Черијот | Кенија   | 12:15,79 |